# Budlewski (nazwisko)
Budlewski (forma żeńska: Budlewska, liczba mnoga: Budlewscy) – polskie nazwisko.

## Etymologia nazwiska
Utworzone formantem -ski od nazwy miejscowej Budlewo (dawne województwo podlaskie, gmina Wyszki). Notowane od 1697 roku.

## Rody szlacheckie
Nazwiskiem Budlewski posługiwała się rodzina Budlewskich herbu Rogala.

## Demografia
Na początku lat 90. XX wieku w Polsce mieszkało 147 osób o tym nazwisku, najwięcej w dawnym województwie: białostockim  – 55, elbląskim – 32 i suwalskim – 15. W 2002 roku według bazy PESEL mieszkały w Polsce około 173  osoby o nazwisku Budlewski, najwięcej w powiecie bielskim i mieście Białystok.